# Kazimierz Fiedorowicz
Kazimierz Fiedorowicz – polski sędzia i działacz piłkarski.

## Życiorys
Niegdyś drugoligowy sędzia piłkarski. Następnie obserwator szczebla centralnego. Z funkcji tej zrezygnował latem 2005 roku. Od 2000 do 2007 roku prezes Warmińsko-Mazurskiego Związku Piłki Nożnej.  W tym czasie także członek Zarządu Polskiego Związku Piłki Nożnej, zasiadający w Komisji Odwoławczej ds. licencji. 25 lipca 2007 roku zatrzymany przez policję w związku z aferą korupcyjną w polskim futbolu. Dzień później postawiono mu zarzuty przyjęcia korzyści majątkowych w czterech spotkaniach w ll lidze w sezonie 2004/05, kiedy to był obserwatorem z ramienia PZPN. 27 lipca 2007 roku podejrzany przyznał się do stawianych mu zarzutów, po czym został zwolniony z aresztu za poręczeniem majątkowym w wysokości 40 tys. zł. Tym samym zrezygnował także z funkcji prezesa W-MZPN oraz tej, którą pełnił w zarządzie PZPN. W lipcu 2010 został oskarżony o korupcję.